# Isabelle Ståhl
Isabelle Ståhl, född 28 mars 1988 i Ängelholm, är en svensk idéhistoriker, författare och skribent.

## Biografi
Ståhl är kritiker och krönikör på Dagens Nyheter och har tidigare skrivit för Svenska Dagbladet, Expressen och Nöjesguiden. Ståhl disputerade i idéhistoria vid Stockholms universitet den 8 september 2023 på avhandlingen "Psykets laboratorium: Skildringar av drogexperiment i Weimarrepubliken.". 
Hon romandebuterade 2017 med Just nu är jag här, för vilken hon nominerades till Borås Tidnings debutantpris 2018. Hon tilldelades år 2017 Samfundet De Nios Julpris.